# 3rd Marine Division

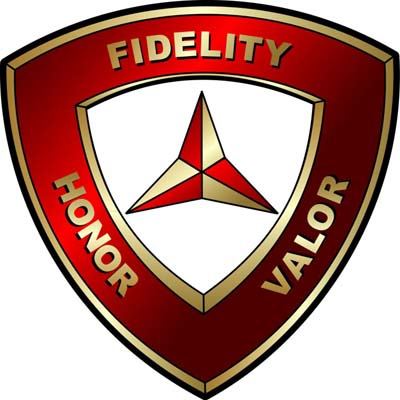
Abzeichen der 3. US-Marineinfanteriedivision

Die 3rd Marine Division (deutsch 3. Marineinfanteriedivision, kurz 3rdMarDiv) ist ein Großverband des US Marine Corps und eine von drei zurzeit aktiven Marineinfanterie-Divisionen der US-Streitkräfte. Sie steht unter dem Kommando von Major General Robert B. Neller und bildet zusammen mit dem 1st Marine Aircraft Wing (1. Marineinfanterie-Fliegergeschwader) und der 3rd Marine Logistics Group (3. Marineinfanterielogistikgruppe) die III. Marine Expeditionary Force, einen Verband auf Korpsebene.
Das Hauptquartier der Division befindet sich auf der Marine Corps Base Camp Smedley D. Butler, im japanischen Okinawa. Die Division gehört zu den Marine Corps Forces, Pacific, welches die Marineinfanterie-Komponente des Regionalkommandos US Pacific Command bildet.

## Geschichte
Die Division wurde am 16. September 1942 während des Zweiten Weltkrieges aufgestellt und am 28. Dezember 1945 wieder demobilisiert. Am 7. Januar 1952 während des Koreakrieges wurde sie reaktiviert und ist seitdem ununterbrochen im Dienst.
Im Vietnamkrieg war das 1. Bataillon die erste Einheit der Marines, die im März 1965 nach Vietnam geschickt wurde, um die Da Nang Air Base südlich von Đà Nẵng zu schützen. Ende 1965 hatte die Division alle ihre Regimenter (3. Marines, 4. Marines und 9. Marines) in Vietnam im Einsatz. Ende 1966 verlegte die 3. Division ihr Hauptquartier von Da Nang nach Phu Bai bei Huế. Zur gleichen Zeit baute die Division auch Außenposten entlang der südlichen Hälfte der demilitarisierten Zone (DMZ) in der Provinz Quảng Trị. Die 3rd Marine Division nahm 1966 an der Operation Hastings und Operation Prairie gegen die nordvietnamesische Armee teil. Ende 1967 zog das Hauptquartier erneut von Phu Bai nach Đông Hà um und weitere Außenposten wurden eröffnet. Die beiden Hauptdivisionen, die die Marines bekämpften, waren die 324B NVA-Division und die 320. NVA-Division. Am 14. November 1967 wurde der Kommandant der 3. Marinedivision, Generalmajor Bruno Hochmuth, bei einem Hubschrauberabsturz nordwestlich der Stadt Hue getötet. Einige der wichtigsten Operationen in diesem Bereich 1967 und Anfang 1968 waren die Operation Prairie III, Operation Prairie IV, Operation Hickory I, Operation Cimarron, Operation Buffalo, Operation Kingfisher und Operation Kentucky. Fast 8.000 nordvietnamesische Soldaten wurden während dieser Zeit getötet. Die Marines hatten über 1.400 Tote und über 9.000 Verwundete. Während der Tet-Offensive von 1968 führte die Division Operationen entlang der DMZ durch, wobei ein Teil der Division in Huế kämpfte. Das operative Tempo nahm mit der Einleitung der Tet-Offensive Ende Januar 1968 zu. Zu dieser Zeit schätzte der Militärgeheimdienst die Kampfstärke der NVA-Soldaten und des Vietcongs in der DMZ-Zone auf 40.943 Mann. Die US-Stützpunkte auch die Marinebasis in Cửa Việt wurden verstärkt angegriffen. Während des Vietnamkrieges wurden 6.869 Soldaten der 3. Marineinfanteriedivision getötet. Die Division verließ Südvietnam und verlegte ins Camp Courtney auf Okinawa, Japan.
Siehe auch: III. Marine Expeditionary Force

## Auftrag
Hauptauftrag der 3rd Marine Division ist die Durchführung amphibischer Landungsoperationen und ähnlicher militärischer Einsätze auf maritimer und litioraler Ebene.

## Organisation

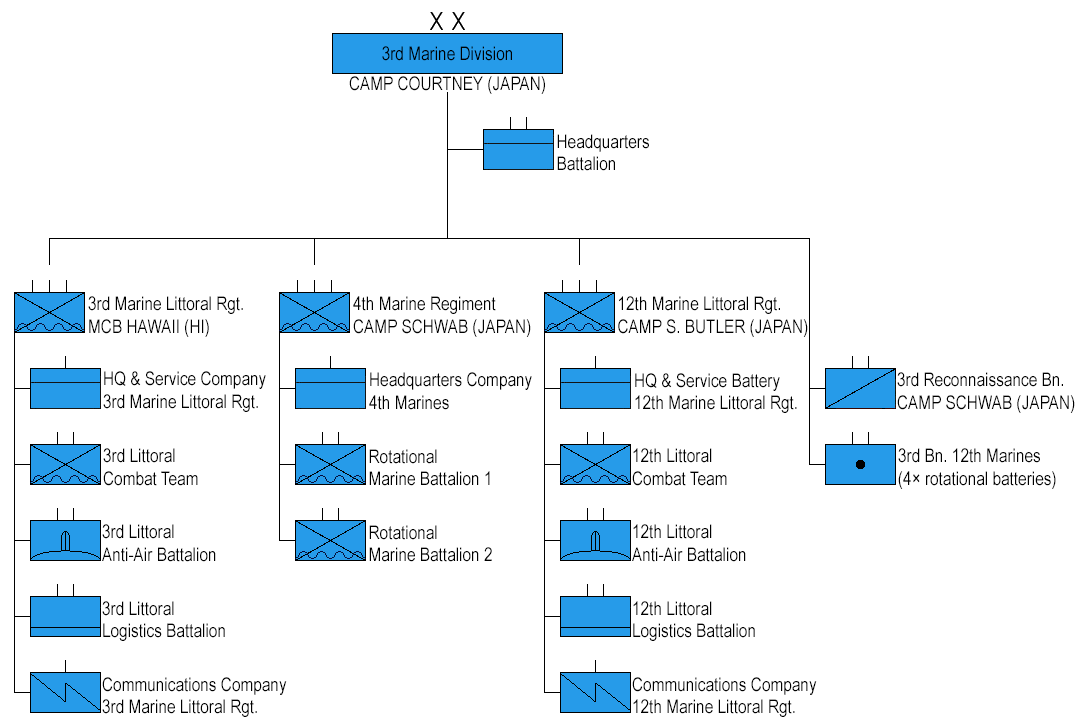
Organisation 3rd Marine Division Januar 2025

Die Division setzt sich aus zwei Infanterieregimentern, einem Artillerieregiment, einen Aufklärungsbataillon, und einem Stabsbataillon zusammen.
- Hauptquartier-Bataillon, stationiert in Camp Smedley D. Butler, Okinawa
- 3rd Marine Regiment (Infanterie), im US-Bundesstaat Hawaii
  - 1st Battalion, 3rd Marines
  - 2nd Battalion, 3rd Marines
  - 3rd Battalion, 3rd Marines
- 4th Marine Regiment (Infanterie), in Camp Schwab, Okinawa (Die drei Bataillone des Regiments sind den drei Marine Infanterie Regimentern der 1st Marine Division in Kalifornien unterstellt)
- 12th Marine Regiment (Artillerie), in Camp Smedley D. Butler, Okinawa
  - 1st Battalion, 12th Marines (M777A2-Haubitzen)
  - 3rd Battalion, 12th Marines (mit vier Batterien vom 10th Marines Regiment und 11th Marines Regiment mit einem Mix aus M777A2-Haubitzen und HIMARS-Raketenwerfen in sechsmonatiger Rotation)
- 3rd Reconnaissance Battalion (leichtes Aufklärungsbataillon), in Camp Smedley D. Butler, Okinawa.
- Jungle Warfare Training Center, Okinawa (Dschungelkriegsführungstrainingszentrum)

## Führung

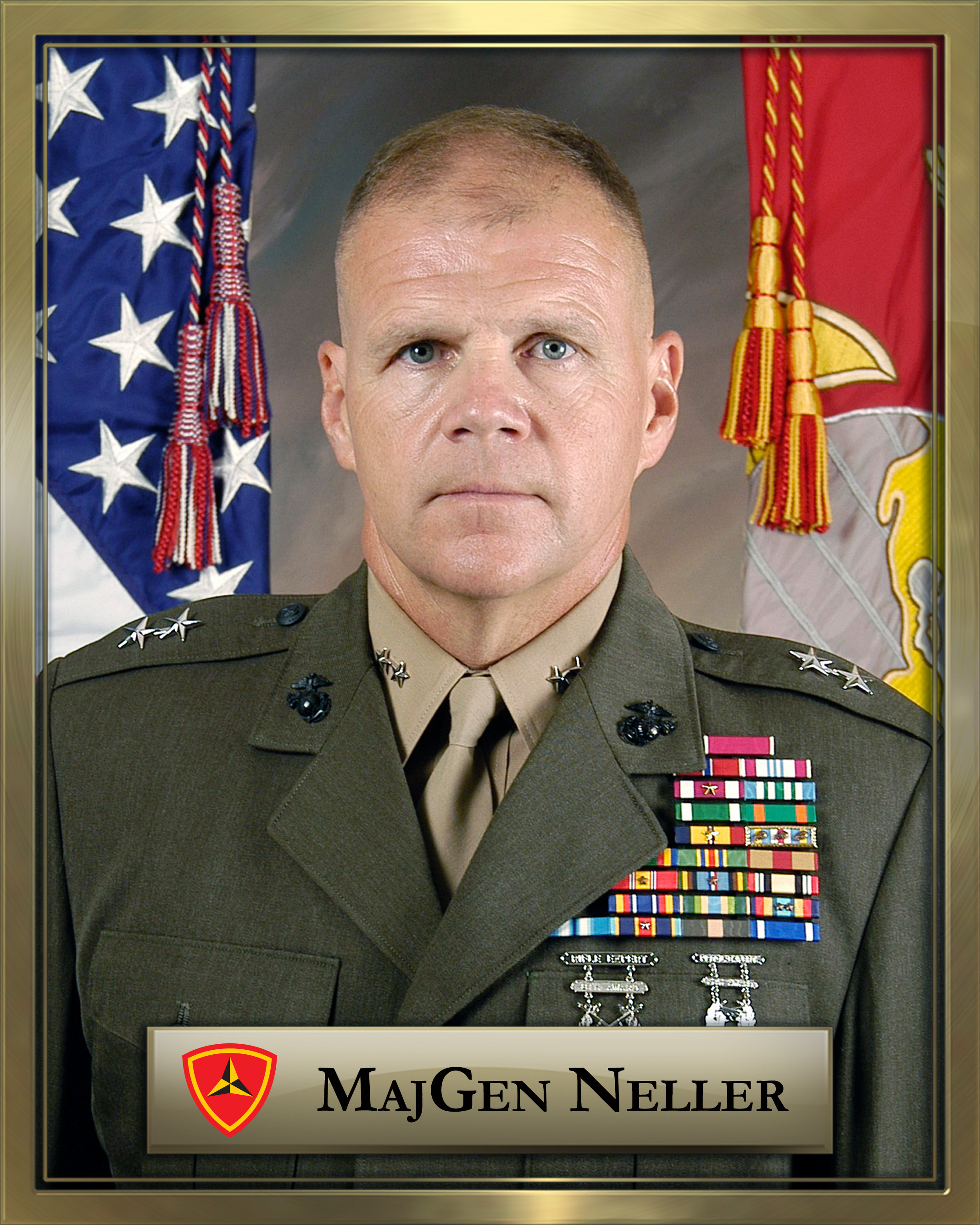
Kommandierender General der 3rd Marine Division

### Kommandogruppe
Die Führungsgruppe (Command Group) des Divisionsstabes besteht aus Kommandeur Major General Robert B. Neller, seinem Stabschef Colonel Gerald L. Smith und dem Sergeant Major der Division, Robert C. Holling sowie Command Master Chief Voters.

## Sonstiges
Der Spitzname der Division lautet: Fighting 3rd („Kämpfende Dritte“).

## Verweise